# Alessia Catrambone
Alessia Catrambone (Crotone, 24 febbraio 1988) è un'allenatrice di calcio a 5 ed ex giocatrice di calcio a 5 italiana, di ruolo pivot, tecnico della scuola calcio della Roma.

## Carriera
Detiene il record del maggior numero di gol segnati da quando esiste la Serie A Élite, 275 reti, e il record di gol per una calciatrice nei campionati italiani, con 284 reti. Durante la carriera da calciatrice era soprannominata "Re Leone". 
Sua sorella gemella, Federica, è arbitro di futsal della sezione di Lamezia Terme.
Nel 2023 inizia la sua carriera da allenatrice guidando la squadra di Futsal del Vesta Calcio. Dopo aver conseguito il Diploma UEFA C nel 2024, inizia ad allenare presso la scuola calcio della Roma.